# Timoteo Aparicio

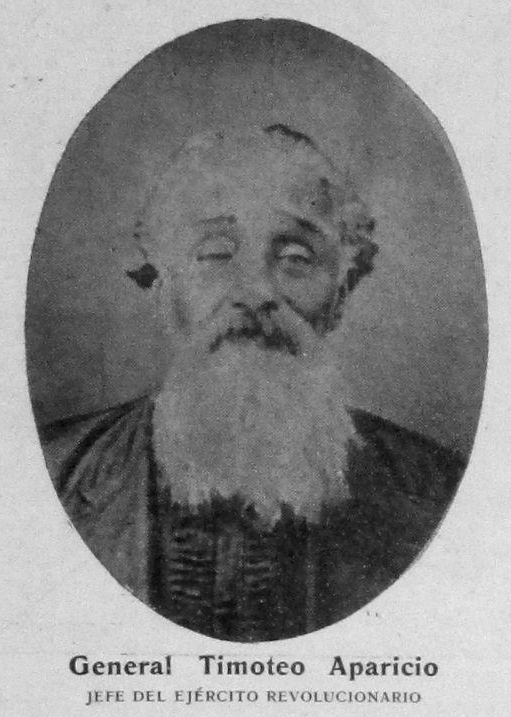

Timoteo Aparicio (Canelón Grande, Canelones, 22 de agosto de 1814 - 9 de septiembre de 1882) fue un militar y caudillo político de Uruguay, perteneciente al Partido Nacional.

## Biografía
Pasó buena parte de su vida en el departamento de Florida y desde allí defendió las causas del Partido Nacional, en todo el territorio nacional. La Batalla de Paso Severino fue uno de los acontecimientos más importantes de su vida de revolucionario.
Sus primeros enfrentamientos se producen junto a Manuel Oribe, en el año 1836, y luego en el asedio a Montevideo, cuando la Guerra Grande y el Gobierno del Cerrito.
Durante la Presidencia de Bernardo Prudencio Berro se enfrentó en varias ocasiones a las fuerzas del General Venancio Flores. Luego del triunfo de Flores en 1865, el caudillo blanco emigra a Entre Ríos, Argentina. Regresa en 1870, cruzando el río Uruguay a la altura de Gualeguaychú, para iniciar la Revolución de las Lanzas. En Paso Severino, entre las hoy localidades de Mendoza y 25 de Mayo, el 12 de septiembre de ese año se enfrenta a las fuerzas leales al Presidente Lorenzo Batlle, las que resultaron derrotadas y abandonaron el campo de batalla. La Convención del 6 de abril de 1872 pone fin a esta lucha armada.
En enero de 1875, cuando se produce el derrocamiento del Presidente constitucional José Eugenio Ellauri, el Partido Nacional, con el General Timoteo Aparicio a la cabeza se ofrece para restaurarlo, lo cual no fue aceptado.
Las continuas luchas armadas en las que participó lo obligaron a abandonar su trabajo, a lo que se sumó el haber hipotecado su casa y sus tierras a favor de la causa revolucionaria. En épocas de paz fue un vecino muy apreciado y solidario, dedicándose a trabajar con sus propias manos la tierra para subsistir; finalizó sus días en medio de la pobreza, y luego de una penosa dolencia.
Fue un gran hombre admirado por correligionarios y también por sus adversarios y prueba de ello fue que un gobierno del Partido Colorado —al que se opuso— le confirió el grado de General.
- Datos: Q6147061